# MG J-Type
La J-Type è un'autovettura prodotta dalla Morris Garages dal 1932 al 1934.

## Storia
Il modello aveva installato la versione aggiornata del motore con distribuzione monoalbero e testata crossflow già montato sulla Morris Minor del 1928 e sulla MG M-Type. La trazione era posteriore, ed il moto era trasmesso alle ruote posteriori grazie ad un cambio a quattro rapporti non sincronizzati. Il telaio derivava da quello installato sulla MG D-Type. Le sospensioni erano a balestra semiellittica ed erano montati, sia nel retrotreno che nell'avantreno, degli assali rigidi. Il modello possedeva un passo di 2.184 mm ed una carreggiata di 1.067 mm.
La J-Type è stata prodotta in quattro versioni. Le loro sigle identificative furono "J1", "J2", "J3" e "J4".
La maggior parte degli esemplari avevano una carrozzeria roadster due porte. Alcuni esemplari della J1 furono dotati di corpo vettura chiuso salonette, mentre poche vetture a telaio nudo furono fornite a carrozzieri esterni.

## La "J1"
Questa versione aveva installato un motore in linea a quattro cilindri da 847 cm³ di cilindrata precedentemente montato, tra l'altro, sulla C-Type. Questo motore era dotato di carburatori doppio corpo SU ed erogava 36 CV di potenza. La versione roadster costava 220 sterline, mentre la versione salonette era in vendita a 225 sterline. La J1 è stata assemblata dal 1932 al 1933 in 380 esemplari.

## La "J2"
La J2 fu la più comune delle quattro versioni, dato che venne prodotta in 2.083 esemplari. Assemblata dal 1932 al 1934, toccava una velocità massima di 105 km/h. Un esemplare modificato fu provato dalla rivista Autocar. Nell'occasione, questo modello speciale raggiunse i 132 km/h.
La versione J2 costava 199 sterline ed aveva installato il motore da 847 cm³ della J1. Alcuni esemplari furono soggetti ad inneschi di incendio a causa di problemi di tenuta della guarnizione dell'alloggiamento dell'albero di distribuzione. Altri problemi vennero riscontrati nell'impianto frenante.

## La "J3"
La J3 era la versione da competizione. La cilindrata del motore venne ridotta a 746 cm³ grazie all'accorciamento della corsa da 83 a 73 mm. Venne però montato un sistema di sovralimentazione. La piccola cilindrata consentì al modello di partecipare alle classi di gara per veicoli con motore avente una cilindrata inferiore a 750 cm³. Vennero installati dei freni più grandi, che derivavano da quelli montati sulla L-Type. Fu prodotta in 22 esemplari dal 1932 al 1933.

## La "J4"
Anche la J4 era un modello da competizione. Possedeva un leggero corpo vettura ed aveva montato il motore della J3, ma con una sovralimentazione più spinta. Questo propulsore erogava 72 CV di potenza. La J4 fu assemblata in 9 esemplari dal 1932 al 1933.